# Hennezel
Hennezel és un municipi francès, situat al departament dels Vosges i a la regió del Gran Est. L'any 2007 tenia 425 habitants.

## Demografia

### Població
El 2007 la població de fet de Hennezel era de 425 persones. Hi havia 173 famílies, de les quals 55 eren unipersonals (35 homes vivint sols i 20 dones vivint soles), 55 parelles sense fills, 59 parelles amb fills i 4 famílies monoparentals amb fills.
La població ha evolucionat segons el següent gràfic:
Habitants censats

### Habitatges
El 2007 hi havia 262 habitatges, 177 eren l'habitatge principal de la família, 56 eren segones residències i 29 estaven desocupats. 231 eren cases i 29 eren apartaments. Dels 177 habitatges principals, 124 estaven ocupats pels seus propietaris, 38 estaven llogats i ocupats pels llogaters i 15 estaven cedits a títol gratuït; 3 tenien una cambra, 10 en tenien dues, 32 en tenien tres, 49 en tenien quatre i 83 en tenien cinc o més. 128 habitatges disposaven pel capbaix d'una plaça de pàrquing. A 80 habitatges hi havia un automòbil i a 70 n'hi havia dos o més.

### Piràmide de població
La piràmide de població per edats i sexe el 2009 era:
| Homes | Edats   | Dones |
| ----- | ------- | ----- |
| 0     | 95 o +  | 0     |
| 0     | 90 a 94 | 0     |
| 0     | 85 a 89 | 0     |
| 0     | 80 a 84 | 0     |
| 8     | 75 a 79 | 28    |
| 12    | 70 a 74 | 8     |
| 0     | 65 a 69 | 8     |
| 20    | 60 a 64 | 20    |
| 12    | 55 a 59 | 12    |
| 12    | 50 a 54 | 12    |
| 20    | 45 a 49 | 12    |
| 20    | 40 a 44 | 20    |
| 28    | 35 a 39 | 12    |
| 16    | 30 a 34 | 16    |
| 4     | 25 a 29 | 0     |
| 0     | 20 a 24 | 12    |
| 20    | 15 a 19 | 8     |
| 12    | 10 a 14 | 24    |
| 8     | 5 a 9   | 12    |
| 0     | 0 a 4   | 16    |

## Economia
El 2007 la població en edat de treballar era de 287 persones, 200 eren actives i 87 eren inactives. De les 200 persones actives 179 estaven ocupades (108 homes i 71 dones) i 22 estaven aturades (7 homes i 15 dones). De les 87 persones inactives 30 estaven jubilades, 24 estaven estudiant i 33 estaven classificades com a «altres inactius».

### Ingressos
El 2009 a Hennezel hi havia 173 unitats fiscals que integraven 378,5 persones, la mediana anual d'ingressos fiscals per persona era de 14.975 €.

### Activitats econòmiques
Dels 19 establiments que hi havia el 2007, 2 eren d'empreses extractives, 1 d'una empresa alimentària, 4 d'empreses de fabricació d'altres productes industrials, 7 d'empreses de construcció, 2 d'empreses de comerç i reparació d'automòbils, 1 d'una empresa de serveis i 2 d'empreses classificades com a «altres activitats de serveis».
Dels 6 establiments de servei als particulars que hi havia el 2009, 2 eren paletes, 2 fusteries i 2 electricistes.
Els 2 establiments comercials que hi havia el 2009 eren fleques.
L'any 2000 a Hennezel hi havia 10 explotacions agrícoles que ocupaven un total de 483 hectàrees.

## Equipaments sanitaris i escolars
El 2009 hi havia 2 escoles elementals.

## Poblacions més properes
El següent diagrama mostra les poblacions més properes.